# Samuel Steinherz
Samuel Steinherz (16. prosince 1857 Güssing – 16. prosince 1942 Terezín) byl historik německo-židovského původu. Roku 1922 byl zvolen rektorem Německé univerzity v Praze, což vyvolalo prudké protesty antisemitských studentů („aféra Steinherz“).

## Biografie
Samuel Steinherz se narodil 16. února 1857 v Güssingu v rodině židovského obchodníka s nemovitostmi Eduarda Steinherze. Roku 1862 se rodina přestěhovala do Vídně a po krátké době do Štýrského Hradce, kde Samuel Steinherz navštěvoval obecnou školu, gymnázium a nakonec univerzitu, kde 12. května 1882 získal titul doktora filozofie v oboru historie. Poté se přestěhoval do Vídně, kde působil na historickém ústavu, roku 1889 se však vrátil do Štýrského Hradce, aby zde roku 1894 získal titul doktora práv. Poté podnikl řadu studijních cest po Rakousku i do zahraničí a roku 1895 se habilitoval jako soukromý docent na Vídeňské univerzitě v oboru rakouských dějin. Dne 25. března 1896 uzavřel sňatek se Sofií Kestelovou, s níž měl pak dva syny a tři dcery.
Roku 1901 se Steinherz stal mimořádným a roku 1908 řádným profesorem profesorem pomocných historických věd na Německé univerzitě v Praze. Roku 1915 jej pak císař jmenoval řádným profesorem rakouských dějin.
Roku 1914 Steinherz zastával pozici děkana na Filosofické fakultě Německé univerzity v Praze. Roku 1922 Steinherz získal při volbě rektora Německé univerzity v Praze 13 hlasů z 20. Vzápětí propukly studentské protesty proti „požidovšťování německé univerzity“, které se proměnily ve studentskou stávku a napadání židovských studentů. Steinherz se proto ze „zdravotních důvodů“ rozhodl rezignovat, ministr školství Rudolf Bechyně ovšem jeho rezignaci nepřijal, a tak si Steinherz vzal dlouhodobou dovolenou.
Roku 1926 se Steinherz stal členem lóže „Praga“ organizace B'nai B'rith, následujícího roku vydal sborník Die Juden Prags, roku 1928 spoluzaložil Společnost pro dějiny Židů v Československé republice a od roku 1929 působil jako šéfredaktor Ročenky Společnosti pro dějiny Židů v Československé republice.
Dne 6. července 1942 byl Steinherz deportován do koncentračního tábora Terezín, kde 16. prosince 1942 zemřel.